# Donnery
Donnery är en kommun i departementet Loiret i regionen Centre-Val de Loire strax norr Frankrikes mitt. Kommunen ligger i kantonen Chécy som tillhör arrondissementet Orléans. År 2022 hade Donnery 2 833 invånare.

## Befolkningsutveckling
Antalet invånare i kommunen Donnery
| Referens: INSEE |